# Turno de oficio
El turno de oficio se refiere al servicio prestado por un abogado de oficio o abogado de turno a un ciudadano, defendiéndole ante un Tribunal de justicia de forma gratuita para el ciudadano. Es un servicio financiado por el Estado a los ciudadanos con el objetivo de satisfacer el derecho de estos a tutela judicial y a un proceso con las máximas garantías de igualdad e independencia; respetando el Derecho a la defensa de todo acusado ante la Ley; así como la asistencia necesaria para iniciar un proceso judicial. Así se cubren las necesidades del ciudadano sin recursos económicos, bajo tutela policial o penitenciaria o en un proceso penal de recibir una tutela judicial efectiva. Formaría parte de la asistencia jurídica gratuita, que además incluiría excepciones al pago de tasas o la asistencia de un procurador (procurador de oficio), por ejemplo. Sin embargo existe gran diferencia en el alcance de estos servicios dependiendo del país e incluso la región.
Los abogados de oficio no suelen tratarse de empleados públicos con dedicación exclusiva, sino que de forma general el turno de oficio lo ejercen abogados de forma voluntaria, retribuidos o no, por cada proceso asistido. Así mismo, no debe confundirse con un abogado pro bono, que actúa de forma altruista en causas públicas en beneficio de la sociedad.

## Internacional
A nivel internacional, el derecho a la defensa gratuita por abogado de oficio se recoge en los siguientes textos, que vinculan a los Estados que los hayan suscrito, salvo la Declaración Universal de Derechos Humanos que vincula a todos como un «Derecho Superior»:
- Declaración Universal de los Derechos Humanos, formulada por la Asamblea General de las Naciones Unidas el 10 de diciembre de 1948.[1]
- Convención Europea de Derechos Humanos firmada en Roma el 4 de noviembre de 1950.[2]
- Pacto Internacional de Derechos Civiles y Políticos hecho en Nueva York del 16 de diciembre de 1966.[3]
- Carta de los Derechos Fundamentales de la Unión Europea, redactada en Niza el 7 de diciembre de 2000.[4]

En concreto refiriéndonos a los derechos del menor de edad:
- Convención sobre los Derechos del Niño, aprobada por la Asamblea General de Naciones Unidas el 20 de noviembre de 1989.[5] Artículo que dice así:

Artículo 40. »2. Con ese fin, y habida cuenta de las disposiciones pertinentes de los instrumentos internacionales, los Estados partes garantizarán, en particular:

a.   (...)

b.   Que todo niño del que se alegue que ha infringido las leyes penales o a quien se acuse de haber infringido esas leyes se le garantice, por lo menos, lo siguiente:

I.   (...)

II.   Que será informado sin demora y directamente o, cuando sea procedente, por intermedio de sus padres o sus representantes legales, de los cargos que pesan contra el y que dispondrá de asistencia jurídica u otra asistencia apropiada en la preparación y presentación de su defensa;

III.   Que la causa será dirimida sin demora por una autoridad u órgano judicial competente, independiente e imparcial en una audiencia equitativa conforme a la Ley, en presencia de un asesor jurídico u otro tipo de asesor adecuado y, a menos que se considerare que ello fuere contrario al interés superior del niño, teniendo en cuenta en particular su edad o situación y a sus padres o representantes legales;

## España
La Constitución española de 1978 establece, al objeto de asegurar a todas las personas el acceso a la tutela judicial efectiva que:

La justicia será  gratuita cuando así lo disponga la Ley, y en todo caso, respecto de quienes acrediten insuficiencia de recursos para litigar..

Así se motiva la existencia del Turno de oficio, que forma parte del sistema de asistencia jurídica gratuita, como lo son también los Servicio de Orientación Jurídica, o la excepción al pago de determinadas tasas.

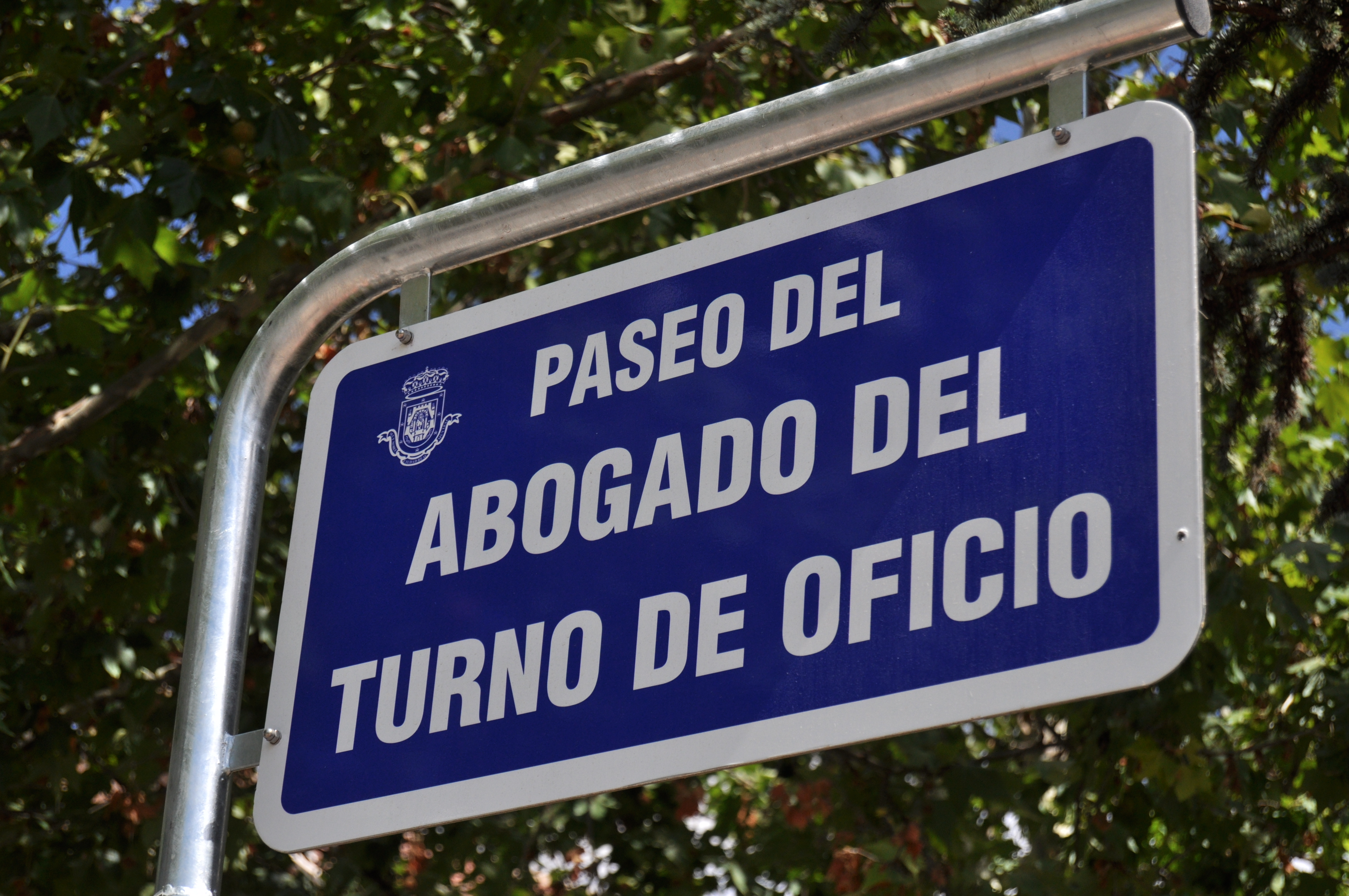
Paseo del Abogado del Turno de Oficio en Ciudad Real

El Turno de Oficio en España es el servicio público prestado por abogados, los cuales cobran una subvención de la Administración, cuyo fin es garantizar el Derecho Fundamental a la Defensa y el asesoramiento legal de cualquier ciudadano, especialmente los menores, víctimas de violencia de género, detenidos o que se vean envueltos en un asunto penal. Éste asesoramiento  y orientación se proveen a través de los Servicios de Orientación Jurídica, donde se realizan los trámites necesarios para la adjudicación de un abogado de oficio. En el caso de que no se conceda al ciudadano el beneficio de justicia gratuita deberá abonar los gastos derivados de la intervención legal.
El ordenamiento legislativo de dichos servicios se enmarca siempre bajo la Ley de Asistencia Jurídica Gratuita, por lo que de forma general los requisitos económicos y sociales para beneficiarse de forma gratuita de un abogado de oficio son las mismas que para acogerse a este sistema (véase) y son iguales en todos los órdenes: penal, vigilancia penitenciaria, civil, contencioso-administrativo y social.
En España, como en otros muchos países, en los procedimientos penales si el acusado o imputado no designa abogado de su elección, se le nombra siempre uno de oficio. Ello es así dado que el ordenamiento jurídico considera que en esos procedimientos, por afectar a algunos de los bienes jurídicos de más alto valor para el individuo (como la libertad, al poder dar lugar a la imposición de penas de prisión) es no sólo preceptivo sino imprescindible la intervención de abogado. Esto no quiere decir que en caso de que el acusado no reúna los requisitos de carácter económico exigidos al efecto, se le conceda igualmente el beneficio de justicia gratuita.
Recogiendo lo acordado por el Consejo General de la Abogacía Española en fecha 20 de mayo de 2011: "El servicio público de Justicia Gratuita se presta por los 83 Colegios de Abogados de España 24 horas al día, 365 días al año y está atendido por unos 35.000 abogados especializados, con una edad media de 41,5 años y una media de 13 años de experiencia profesional." La prestación de la asistencia jurídica gratuita a través del Turno de Oficio es obligatoria en los términos previstos en la Ley de Asistencia Jurídica Gratuita, generalmente se presta únicamente por los abogados que deciden inscribirse en el Turno correspondiente. Su organización es llevada a cabo en España por los Colegios de Abogados que son los que emiten la designa de oficio a los Letrados y se encargan en su momento de tramitar el pago de sus servicios. Además, el abogado en ejercicio debe tener una experiencia mínima de tres años. Los servicios de orientación jurídica dependerán sus exigencias de lo establecido en cada colegio de abogados.

### España
- Justicia gratuita Página del Consejo General de la Abogacía Española donde acudir a buscar información.
- Ministerio de Justicia Archivado el 6 de enero de 2013 en Wayback Machine. con información útil y actualizada.

- Datos: Q6528049